# П'єр де Сент-Аман
 П'єр Шарль Фурньє де Сент-Аман (фр. Pierre Charles Fournier de Saint-Amant; 12 вересня 1800, замок Латур поблизу Монфланкена — 29 жовтня 1873, замок Гідра в Алжирі) — відомий французький шахіст, один з найсильніших у світі в 1820 — 40-х роках. 

## Життєпис
Сент-Аман був учнем ельзаського шахіста Шлумбергера. Починаючи з 20-х років, був одним з найкращих гравців «Режанс». Сент-Аман багато подорожував, був дипломатичним працівником у колоніях Франції, займався гуртовою торгівлею вином, був капітаном національної гвардії, редагував шаховий журнал «Паламед» після смерті Лабурдонне, написав книгу про Каєнна. Жив в Алжирі. 
Після того, як програв матч Стаунтону 1843 грав дуже рідко, а від 1859 не грав зовсім. Під час матчу Андерсена і Морфі був секундантом американського маестро. 
Французький майстер грав у позиційному стилі, часто застосовував ферзевий гамбіт. 

## Спортивні результати
| Рік  | Місто     | Турнір                          | +  | -  | = | Результат | Місце |
| ---- | --------- | ------------------------------- | -- | -- | - | --------- | ----- |
| 1836 | Лондон    | Серія партій проти Дж. Вокера   | 5  | 3  | 1 | 5½ з 9    |       |
|      | Лондон    | Серія партій проти Фрейзера     | 1  | 0  | 2 | 2 з 3     |       |
| 1842 | Лондон    | Серія партій проти Дж. Кохрена  | 4  | 6  | 1 | 4½ з 11   |       |
|      | Париж     | Серія партій проти Дж. Шульте   | 11 | 1  | 0 | 11 з 12   |       |
| 1843 | Лондон    | Серія партій проти Г. Стаунтона | 3  | 2  | 1 | 3½ з 6    |       |
|      | Париж     | Матч проти Г. Стаунтона         | 6  | 11 | 4 | 8 з 21    |       |
| 1852 | Нью-Йорк  | Серія партій проти Ч. Стенлі    | 4  | 4  | 0 | 4 з 8     |       |
| 1858 | Бірмінгем | Міжнародний турнір              |    |    |   | з         | 5     |
| 1859 |           | Серія партій проти П. Морфі     | 0  | 5  | 2 | 1 з 7     |       |